# تاملین تومیتا
تاملین تومیتا (انگلیسی: Tamlyn Tomita؛ زادهٔ ۲۷ ژانویهٔ ۱۹۶۶) یک هنرپیشه اهل ایالات متحده آمریکا است. وی از سال ۱۹۸۶ میلادی تاکنون مشغول فعالیت بوده‌است.
از فیلم‌ها یا برنامه‌های تلویزیونی که وی در آن نقش داشته است می‌توان به روز پس از فردا، تکن، چشم، دکتر خوب و با صدای بلند زندگی کردن اشاره کرد.